# 熊野三山

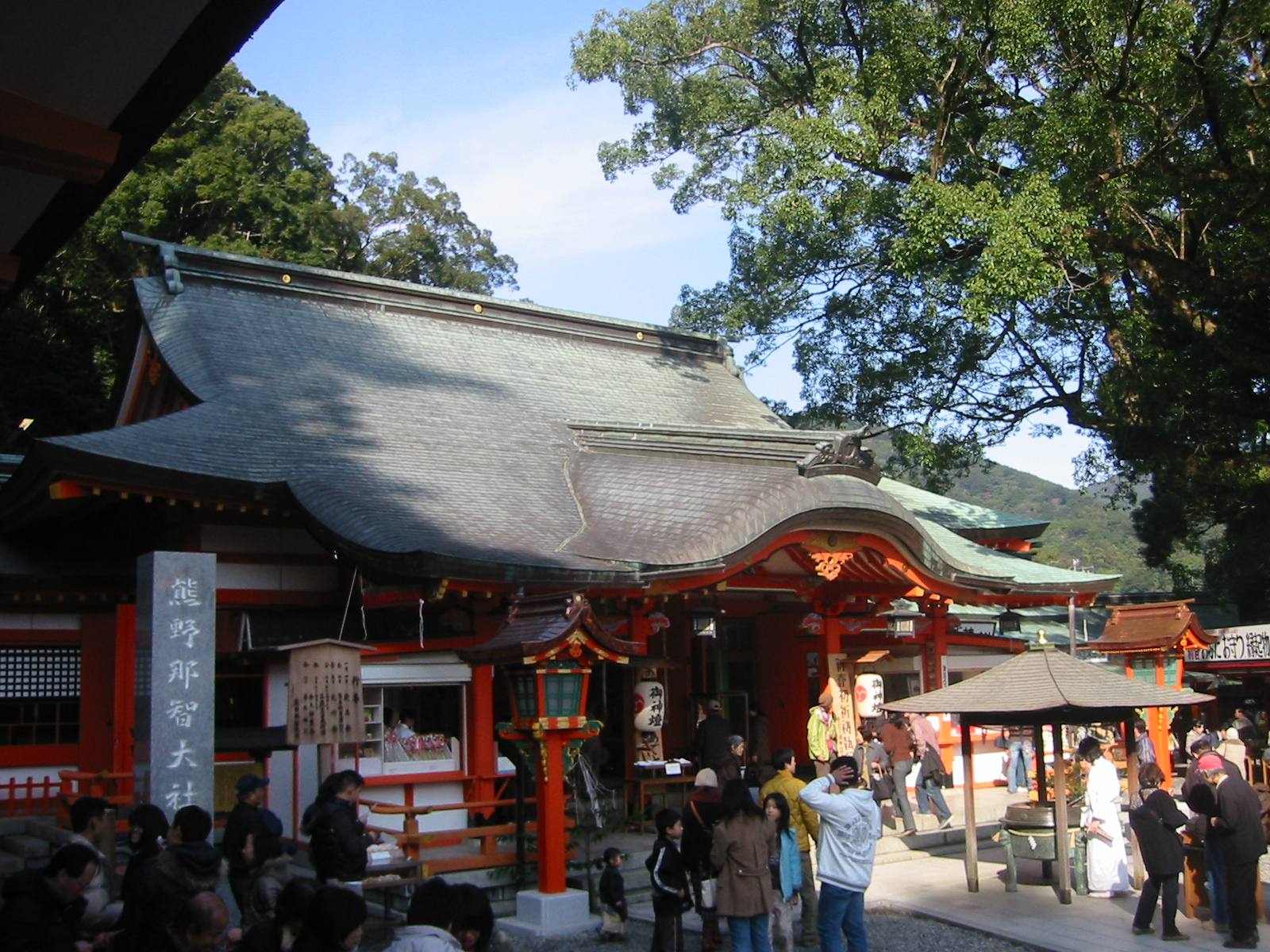
熊野三山 熊野那智大社

熊野三山（くまのさんざん）は、熊野本宮大社、熊野速玉大社、熊野那智大社の3つの神社の総称。熊野三山の名前からもわかる通り仏教的要素が強い。日本全国に約3千社ある熊野神社の総本社である。熊野権現も参照のこと。
2004年7月に、ユネスコの世界遺産「紀伊山地の霊場と参詣道」の構成資産として登録された。

## 熊野信仰
熊野の地名が最初に現れるのは『日本書紀』の神代記で、神産みの段の第五の一書に、伊弉冉尊が死んだとき熊野の有馬村（三重県熊野市有馬の花窟神社）というところに葬られたという記述がある。国家が編纂した歴史書（『正史』）に熊野の名が登場するのは日本三代実録からである。
古来、修験道の修行の地とされた。延喜式神名帳には、熊野坐神社（熊野本宮大社）と熊野速玉大社とあるが、熊野那智大社の記載が無いのは、那智は神社ではなく修行場と見なされていたからと考えられている。3社が興ってくると、3社のそれぞれの神が3社共通の祭神とされるようになり、また神仏習合により、熊野本宮大社の主祭神の家都御子神（けつみこのかみ）または家都美御子神（けつみこのかみ）は阿弥陀如来、新宮の熊野速玉大社の熊野速玉男神（くまのはやたまおのかみ）または速玉神（はやたまのかみ）は薬師如来、熊野那智大社の熊野牟須美神（くまのむすみのかみ）または夫須美神（ふすみのかみ）は千手観音とされた。熊野の3神は熊野三所権現と呼ばれ、主祭神以外も含めて熊野十二所権現ともいう。
平安時代の中期（長久年間ごろ）に鎮源によって記された『大日本国法華経験記』には壱睿・義睿・明蓮・道命といった僧侶が熊野山中で法華経にまつわる不思議な経験をしたことが記されており、古くから極楽往生を望む僧侶にとって熊野は霊場として理解されていた。

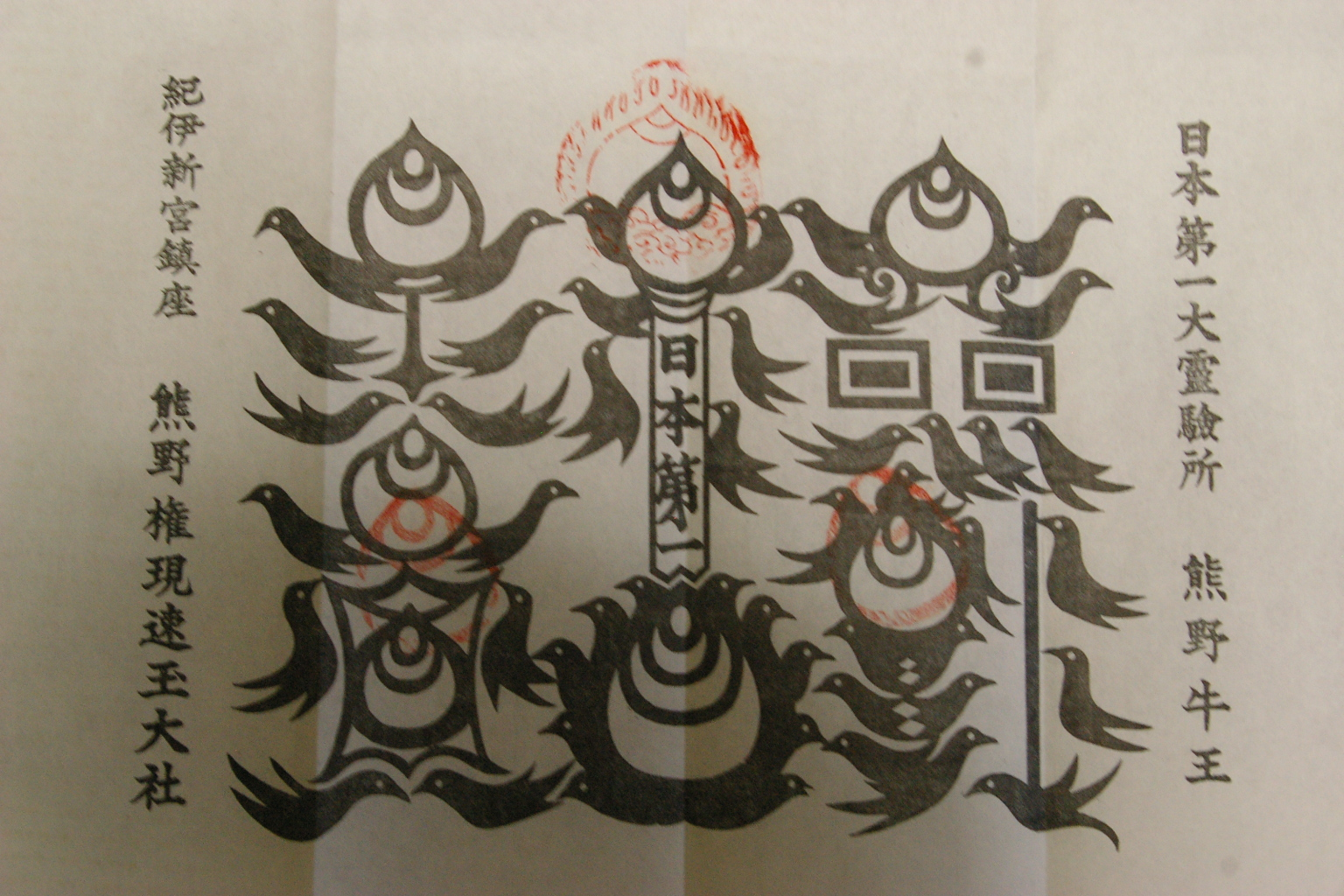
熊野牛王符（熊野速玉大社）

平安時代後期、浄土教の阿弥陀信仰が強まり、熊野の地は浄土と見なされるようになった。熊野は霊場であると同時に紀伊山地を挟んだ吉野とともに皇室の祖先神話ゆかりの地でもあったことも関心が持たれた理由と考えられる。藤原道長・師通が行った吉野の金峯山詣も場所こそ違えど熊野詣の先駆としてみなすことが出来る。
上皇の参詣の先例としては宇多院や花山院の例が知られるが、大規模な熊野詣の契機は永久4年（1116年）に白河院が行った2回目の熊野詣であった。白河院は寛治2年（1088年）に高野山を行幸し、寛治4年（1090年）には最初の熊野詣を、寛治6年（1092年）には金峯山詣を行い、永久4年の熊野詣以降、恒例行事として定着した。高野山でも金峯山でもなく熊野が選ばれた最大の理由は熊野が霊場であるとともに神域としても整備されており、王権守護に対する期待と共に浄土信仰と記紀神話が融合された当時の神仏習合の流れに合致した土地であったからと考えられている。それ以降、院政期には歴代の上皇の参詣が頻繁に行なわれ、後白河院の参詣は34回に及んだ。上皇の度重なる参詣に伴い、在地勢力として熊野別当家が形成され、熊野街道の発展と共に街道沿いに九十九王子と呼ばれる熊野権現の御子神が祀られた。鎌倉時代に入ると、熊野本宮大社で一遍上人が阿弥陀如来の化身であるとされた熊野権現から神託を得て、時宗を開いた。
熊野三山への参拝者は日本各地で修験者（先達）によって組織され、檀那あるいは道者として熊野三山に導かれ、三山各地で契約を結んだ御師に宿舎を提供され、祈祷を受けると共に山内を案内された。熊野と浄土信仰の繋がりが強くなると、念仏聖や比丘尼のように民衆に熊野信仰を広める者もあらわれた。また観音の化身とされた牟須美神を祀る那智大社の那智浜からは観音が住むという補陀落を目指して、大勢の僧侶が小船で太平洋に旅立った。次第に民衆も熊野に頻繁に参詣するようになり、俗に「蟻の熊野詣で」と呼ばれるほどに盛んになった。また、各社で発行される熊野牛王符（または牛王宝印（ごおうほういん）とも）は護符のほか、起請文（誓約書）の料紙として使われ、この牛王符に書いた誓約を破ると神罰を受けると信じられた。
ピークは過ぎたものの盛んであった熊野信仰も江戸時代後期の紀州藩による神仏分離政策で布教をしてきた聖や山伏、熊野比丘尼の活動を規制したため衰退し、明治の神仏分離令により衰退が決定的となった。
熊野権現は日本全国に勧請され、各地に熊野神社が建てられた。中でも沖縄では、神社のほとんどが熊野権現を祀っている。沖縄における主な神社琉球八社とは、波上宮、普天満宮、沖宮、識名宮、末吉宮、天久宮、金武宮、安里八幡宮 であるが、安里八幡宮以外は熊野権現を祀っている。石垣島の権現堂にも熊野権現が祀られている。
なお出雲の熊野大社（島根県松江市）には、この熊野三山の元津宮であるとの古伝がある。

## 文化財
史跡「熊野三山」
熊野本宮大社（現社地および旧社地（大斎原））、熊野速玉大社境内（神倉神社および御船島を含む）、熊野那智大社境内、青岸渡寺境内、および補陀洛山寺境内は国の史跡「熊野三山」である。当初、熊野三山は史跡「熊野参詣道」（2000年11月2日）の一部であったが、2002年12月19日に分離および名称変更、熊野本宮大社現社地と熊野速玉大社境内の追加指定が行われた。

## 関連神社
- 熊野大社（島根県松江市）
- 花窟神社
- 神倉神社
- 玉置神社
- 闘鶏神社
- 熊野神社 (南陽市)
- 熊野皇大神社
- 三熊野神社
- 伊勢神宮 - 「伊勢に七度熊野に三度、どちらが欠けても片参り」[10]

## 関連文献
- 篠原四郎 『熊野大社』（学生社、初版 1969年、改訂新版 2001年）
　著者（1898年- 1978年）は、初刊時の熊野那智大社宮司。「本宮・速玉・那智」三社の伝承を中心に記述。
- 阪本敏行 『熊野三山と熊野別当』（清文堂、2005年）